# O Senhor dos Anéis
O Senhor dos Anéis (The Lord of the Rings, no original) é um livro de alta fantasia, escrito pelo escritor britânico J. R. R. Tolkien. Escrita entre 1937 e 1949, com muitas partes criadas durante a Segunda Guerra Mundial, a saga é uma continuação de O Hobbit (1937). Embora Tolkien tenha planejado realizá-la em volume único, a obra foi originalmente publicada em três volumes (The Fellowship of the Ring, The Two Towers e The Return of the King) entre 1954 e 1955, com cada volume contendo dois livros cada, e foi assim, em três volumes, que se tornou popular. Desde então, a obra foi reimpressa várias vezes e traduzida para mais de 40 línguas, vendendo mais de 160 milhões de cópias, tornando-se um dos trabalhos mais populares da literatura do século XX.
O "Um Anel" é o elemento central da saga. No anel, em inscrições no alfabeto Tengwar com versos na língua proibida de Mordor, pode-se ler: "Um Anel que a todos rege, Um Anel para achá-los, Um Anel que a todos traz, para na escuridão atá-los". Palavras em contínuo tanto na parte de dentro do anel, como na parte externa do anel. Isso se apresenta no início do livro, na apresentação da trilogia, no original em primeira edição em Inglês. Na saga, os vilões se autodestroem pelo próprio porte do anel.
A primeira edição em português, publicada no Brasil pela extinta editora Artenova do Rio de Janeiro — com a tradução de Antônio Rocha e Alberto Monjardim —, era constituída por seis volumes (tendo sido cada um dos três livros da série dividido em dois tomos, vendidos separadamente). Eram intitulados "Terra Mágica", "O Povo do Anel" (que formavam A Sociedade do Anel), "As Duas Torres", "A Volta do Anel" (que formavam As Duas Torres), "O Cerco de Gondor" e "O Retorno do Rei" (que fechavam a série formando o terceiro e último volume original, O Retorno do Rei). Todos esses seis livros foram lançados no país entre 1974 e 1979. A segunda edição em português foi editada e publicada em Portugal durante os anos 1980, pela editora Europa América, com os três volumes em separado. Uma terceira e por ora a última edição em língua portuguesa foi realizada pela brasileira editora Martins Fontes em 1991 e publicada em 1994. Nessa nova edição, a Martins Fontes corrigiu o "erro" da editora anterior em publicar seis tomos, unindo-os como publicado originalmente na Grã-Bretanha, sob os mesmos títulos, devidamente traduzidos. A atual detentora dos direitos de publicação das obras do Tolkien no Brasil é a Harpercollins Brasil. Muitos fãs ficaram chocados com algumas alterações feitas pela nova tradução. Porém, a tradução da Harpercollins é a mais fiel e a mais condizente com o que o Tolkien queria. Um exemplo dessas alterações é a mudança da palavra anões para anãos. A explicação para essa mudança é que em inglês anões significa dwarfs, porém, Tolkien usava o termo mais arcaico dessa palavra (Dwarves). Então, na nova tradução, decidiu-se usar o termo arcaico da palavra Anões, ou seja, Anãos. Outras alterações foram a mudança de Goblins para Gobelins, Orcs para Orques, e Floresta das Trevas para Trevamata. Todas essas alterações foram feitas para condizer mais com o que o Tolkien desejava. No caso de Orques e Gobelins, é porque o Tolkien dizia que se fosse para traduzir os termos Orc e Goblin, deve-se traduzir de acordo com a forma que se é pronunciado em cada país. O motivo de Floresta das Trevas ter virado Trevamata é simples. Trevamata é uma tradução mais acertada do termo em inglês, Mirkwood (Mirk= Trevas, wood= Mata, floresta, madeira).
A história de O Senhor dos Anéis ocorre num tempo e espaço imaginário, a Terceira Era da Terra Média, que é um mundo inspirado na Terra real, mais especificamente, segundo Tolkien, numa Europa mitológica, habitado por Humanos e por outras raças: Elfos, Anãos (anteriormente "Anões"), Hobbits e Orques (anteriormente "Orcs"). Tolkien nomeou esse lugar com uma palavra do inglês moderno, Middle-earth (Terra-Média), derivado do inglês antigo, Middangeard, o reino onde humanos vivem na mitologia Nórdica e Germânica. O próprio Tolkien disse que pretendia ambientá-la na nossa Terra, há aproximadamente 6 000 anos, embora a correspondência com a geografia e a história do mundo real fosse frágil.
A história narra o conflito contra o mal que se alastra pela Terra-média, através da luta de várias raças - Homens, Anões, Elfos,  Ents e Hobbits - contra Orques, para evitar que o "Anel do Poder" volte às mãos de seu criador Sauron, o Senhor Sombrio. Partindo dos primórdios tranquilos do Condado, a história muda através da Terra-média e segue o curso da Guerra do Anel através dos olhos de seus personagens, especialmente do protagonista, Frodo Bolseiro. A história principal é seguida por seis apêndices que fornecem uma riqueza do material de fundo histórico e linguístico.
Juntamente com outras obras de Tolkien, O Senhor dos Anéis foi objeto de extensiva análise de seus temas e origens literárias. Embora um grande trabalho tenha sido feito, a história é meramente o resultado de uma mitologia na qual Tolkien trabalhava desde 1917. As influências sobre este antigo trabalho e sobre a história do Senhor dos Anéis englobam desde elementos de filologia, mitologia, industrialização e religião até antigos trabalhos de fantasia, bem como as experiências de Tolkien na Primeira Guerra Mundial (1914-18), da qual participara. O Senhor dos Anéis teve um efeito grande na fantasia moderna, e o impacto de trabalhos de Tolkien é tal que o uso das palavras "Tolkienian" e "Tolkienesque" ("Tolkieniano" e "Tolkienesco", na forma aportuguesada) ficou gravado no dicionário Oxford English Dictionary.
A enorme e permanente popularidade de O Senhor dos Anéis levou a numerosas referências na cultura popular, à criação de muitas sociedades de fãs da obra de Tolkien e à publicação de muitos ensaios sobre Tolkien e seu trabalho. O Senhor dos Anéis inspirou (e continua inspirando) trabalhos de arte, a música, cinema, televisão, videogames e uma literatura paralela. O cineasta estadunidense George Lucas admitiu em uma entrevista que sua saga cinematrográfica Star Wars, foi inspirada na saga de Tolkien. Outras sagas famosas que também tiveram forte e direta inspiração em Tolkien foi As Crônicas de Gelo e Fogo de G.R.R. Martin, um grande fã da Terra-média, além de Harry Potter, que contém diversos elementos nítidos de O Senhor dos Anéis e várias obras de fantasia e ficção, Eragon, trabalhos de Stephen King, C.S. Lewis e etc. Adaptações do livro foram feitas para rádio, teatro e cinema. Em 2001 – 2003, foi lançada a trilogia de filmes O Senhor dos Anéis (The Lord of the Rings), que se tornou um grande sucesso de bilheteria em todo o mundo, expondo, de forma significativa e sem precedentes, o trabalho do autor ao grande público, o que acabou por renovar o seu contingente de fãs e admiradores e promover uma explosão de interesse pelo O Senhor dos Anéis, bem como por outras obras de Tolkien.

## Estrutura da obra e plano de fundo da história
Já foi dito que a obra deveria ser lançada em um único volume, mas foi dividido em três como forma de baratear os custos (havia racionamento de papel na Inglaterra do pós-guerra). Cada volume é dividido em dois tomos ou "livros".
1. O primeiro volume, A Sociedade do Anel, publicado em 1954, contém um prólogo, no qual são dadas as características dos Hobbits;
2. O segundo volume, As Duas Torres, publicado alguns meses depois de A Sociedade do Anel, também em 1954, continua a história original com mais personagens;
3. A saga termina com a publicação em 1955 do terceiro volume, intitulado O Retorno do Rei, que contém diversos apêndices explicativos sobre a história, as línguas, a cronologia da narrativa e outras informações adicionais sobre a mitologia criada por Tolkien para a sua Terra-Média.

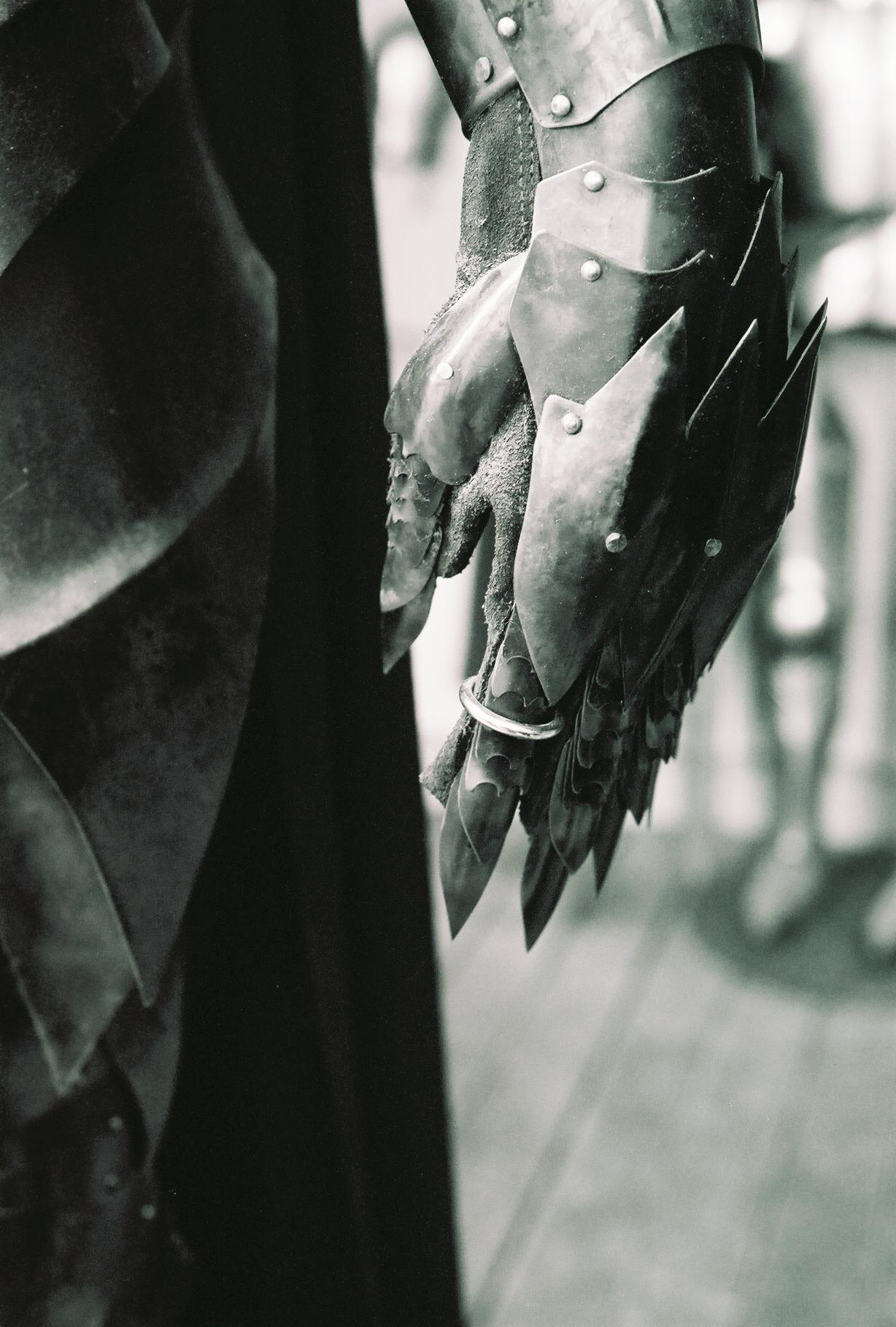
A mão de Sauron

O plano de fundo da história é revelado enquanto o livro progride, e elaborado também nos apêndices, no Silmarillion e em Contos Inacabados, os últimos publicados após a morte de Tolkien. Começa milhares de anos antes da ação no livro, com a ascensão do epônimo senhor dos anéis, o Senhor Sombrio Sauron, possuidor de grandes poderes supernaturais, que governava o temido reino de Mordor. No fim da Primeira Era da Terra Média, Sauron sobreviveu à catastrófica derrota e o exílio de seu mestre, a figura fundamental do mal, Morgoth e durante a Segunda Era Sauron planejou ganhar o domínio sobre a Terra Média. Sob aparência de "Annatar" ou senhor dos presentes ajudou os elfos ferreiros de Eregion, e fomentou a forja dos anéis mágicos que conferenciaram vários poderes e habilidades aos seus portadores, mas Celebrimbor, líder dos elfos ferreiros (muito talentoso e neto de Fëanor que criara as Silmarils na Primeira Era), os tinha forjado independentemente de Sauron. Os mais importantes destes foram os dezenove anéis do poder ou os Grandes Anéis.
Então Sauron forjou secretamente um Grande Anel para si próprio, O Anel, pois planejava escravizar os portadores dos outros anéis de poder. Este plano falhou em parte porque os elfos tomaram ciência dele e esconderam os seus anéis, os Três Anéis Élficos, dando-os aos Sábios de seu tempo (Galadriel, Círdan e Gil-Galad). Nesses, Sauron jamais tocou. Sauron lançou-se então à guerra, durante a qual capturou dezesseis dos anéis do poder e os distribuiu aos senhores e aos reis dos anões e dos homens. Estes anéis foram conhecidos como os sete e os nove respectivamente. Os Senhores Anãos se provaram demasiado resistentes à escravização, embora seu desejo natural para a riqueza, especialmente ouro, aumentasse; isto trouxe muitos conflitos entre eles e outras raças. Dos sete Anéis que tinham sido dados aos Senhores Anãos, Sauron recuperou os que não tinham sido destruídos, e dos nove Anéis presenteados aos Homens, Sauron trouxe todos para sua custódia. Esses humanos portadores dos Nove lentamente se corromperam e transformaram-se consequentemente nos morto-vivos, Nazgûl, os Espectros do Anel, os servos mais temidos de Sauron.
Após 1 500 anos, o Numenorianos enviaram uma grande força para destruir Sauron, conduzida por seu poderoso monarca Ar-Pharazôn, o Dourado. Abandonado por seus servos, Sauron rendeu-se e foi feito prisioneiro de Númenor. Entretanto, com perspicácia e força de vontade, começou a aconselhar o rei e envenenou as mentes do Númenorianos contra os Valar. Iludiu seu rei, aconselhando-o a invadir as Terras Imortais para conseguir ser imortal como os Valar e os elfos. Os Valar, ao saberem da invasão, invocaram Eru Ilúvatar, que causou um deslizamento de terras sobre os Númenorianos, e abriu uma grande abismo no mar, destruindo Númenor e separando as Terras Imortais das Mortais. O corpo físico de Sauron foi destruído, mas seu espírito retornou a Mordor e assumiu um nova e terrível forma. Alguns Númenorianos (chamados de Fiéis por não terem deixado de adorar Ilúvatar) também obtiveram sucesso em escapar para a Terra-média. Esses eram chamados de Elendili e foram conduzidos por Elendil e seus filhos Isildur e Anárion.
Depois de cem anos, Sauron lançou um ataque contra os Númenorianos exilados. Elendil formou a Última Aliança dos Elfos e dos Homens com o Elfo-rei Gil-galad. Marcharam de encontro a Mordor, derrotando os exércitos de Sauron na planície de Dagorlad e sitiaram a fortaleza Barad-dûr, onde Anárion morreu. Após sete anos sitiado, o próprio Sauron foi forçado a vir para fora e entrar num combate com os líderes. Gil-galad e Elendil foram mortos enquanto lutavam com Sauron e a espada de Elendil, Narsil, quebrou-se. O corpo de Sauron foi subjugado e morto e Isildur cortou o Um Anel de sua mão com que sobrara da espada, Narsil; quando isto aconteceu, o espírito de Sauron fugiu e não reapareceu por muitos séculos. Isildur foi aconselhado,por Elrond, a destruir o Um Anel arremessando-o no vulcão do Monte da Perdição onde foi forjado, mas atraído pela sua beleza, Isildur preferiu conservá-lo para que fosse a herança de seu povo.
Começou, assim, a Terceira Era da Terra-média. Dois anos mais tarde, Isildur e seus soldados foram atacados em uma emboscada por um bando de Orques no que foi chamado posteriormente de "Desastre dos Campos do Lis". Quase todos os homens foram mortos, mas Isildur escapou pondo o Anel, que torna invisível quem o coloca. Mas o Um traiu o seu portador, escapando do dedo de Isildur, que foi visto e flechado pelos orques, e o Anel foi perdido por dois milênios.
Foi então encontrado, por acaso, no rio por um ancestral dos hobbits chamado Déagol. Seu parente e amigo Sméagol o estrangulou para roubar o Anel. Sméagol fugiu para as Montanhas Nevoentas depois de ter sido expulso de casa, e nas raízes das montanhas se transformou numa criatura repulsiva e nojenta chamada Gollum.
Em O Hobbit, aproximadamente 60 anos antes dos eventos do Senhor dos Anéis, Tolkien relacionou a história do encontro aparentemente acidental do Anel por um outro hobbit, Bilbo Bolseiro, que o leva para sua casa, o Condado. Foi somente durante a criação de O Senhor dos Anéis que Tolkien relacionou as histórias. Nem Bilbo nem o mago Gandalf estavam cientes neste momento que o anel mágico de Bilbo era o Um Anel, forjado pelo Senhor Sombrio, Sauron.
A saga do Anel conta, no final da Terceira Era, a luta entre os povos livres da Terra-média contra Sauron, que procura pelo Um Anel e tem o intuito de dominar toda a Terra-média, assim como seu mestre, Morgoth, tentara anteriormente.

## Detalhes do enredo

### A Sociedade do Anel (Brasil) - A Irmandade do Anel (Portugal)

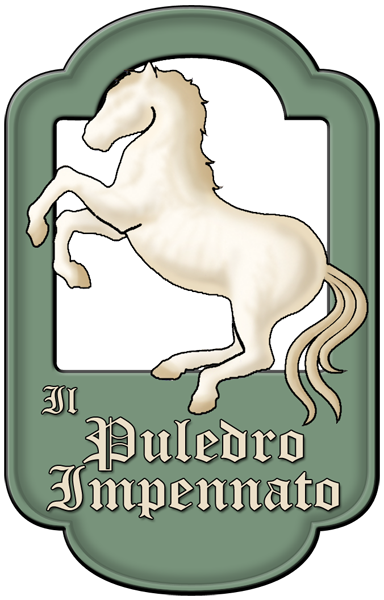
Placa da Hospedaria Pônei Saltitante, em Bree.

Frodo Bolseiro é um hobbit do Condado, que recebe de seu tio Bilbo um anel de rara beleza. Esse anel tem uma longa história: foi roubado de uma criatura chamada Gollum (como relatado no livro O Hobbit), e desde então ele tem sido guardado por Bilbo.
O Mago Gandalf, um velho amigo de Bilbo, percebe o poder que aquele anel possui, não sendo um anel comum, mas sim o Um Anel, artefato mágico forjado por Sauron, o Senhor Sombrio, e que fora perdido numa batalha muito tempo antes. Se recuperado, o Um Anel permitiria a Sauron o domínio definitivo sobre toda a Terra-média. O Um Anel, ou Anel do Poder, dera longevidade fora do comum a seu antigo dono, Bilbo, e possuía consciência, uma vontade própria que o conduzia sempre na direção do seu criador e senhor. Gandalf aconselha Bilbo a deixar o Condado, planejado para ocorrer até a festa de aniversário daquele ano. Gandalf parte, para resolver alguns assuntos, mas combinando que voltaria para acompanhar Frodo, porém, não manda notícias durante vários meses. Chegando a data prevista, Bilbo decide deixar o Condado e deixa tudo para Frodo. Depois de um tempo, Gandalf retorna e convence Frodo a partir para destruir o anel, após vender Bolsão, Frodo leva consigo seus  amigos Sam, Merry e Pippin para sua aventura.
Os hobbits resolvem pegar um atalho que passa através da Floresta Velha, lar de árvores que se comunicam entre si. Dentro da Floresta, os hobbits são salvos de uma árvore violenta por um estranho ser que adora cantar: o enigmático Tom Bombadil, um dos maiores mistérios de Tolkien.
Passando por outros perigos, os hobbits chegam a Bree, uma vila habitada por Homens e hobbits, perto da fronteira do Condado, e lá aceitam a ajuda de um Guardião chamado Passolargo, amigo de Gandalf, que os guia até Valfenda, um reino ainda habitado por elfos, seres imortais, detentores de grande poder, beleza e sabedoria. Mas o caminho ainda é perigoso: o grupo é emboscado no Topo do Vento e Frodo acaba apunhalado por um Nazgûl, Espectro do Anel. Passolargo consegue repelir a ofensiva do Inimigo e foge com Frodo, que está gravemente ferido, e os outros hobbits. Quando estão a ser novamente alcançados pelos Espectros do Anel, o elfo Glorfindel encontra-os e os conduz com segurança até Valfenda. Os Nazgûl tentam detê-los mas são varridos pela inundação súbita do rio Bruinem.
Já curado, Frodo descobre as maravilhas de Valfenda e lá é realizado um conselho liderado por Elrond, o meio-elfo mestre de Valfenda e pai de Arwen, a amada de  Passolargo, cujo verdadeiro nome é Aragorn, que se revela descendente de Isildur e herdeiro do Trono de Gondor.
No Conselho de Elrond, são expostos os problemas relacionados ao Um Anel. Boromir, filho do regente de Gondor, sugere usar o Anel do Poder contra Sauron. Elrond e Gandalf rejeitam a ideia imediatamente e explicam os vários motivos pelos quais não podem usar o poder do Anel contra o Senhor Sombrio: Sauron é o único e verdadeiro Senhor do Anel, pois o forjou, sendo portanto totalmente maligno, além disso, seu poder é grande demais para ser controlado por mortais comuns e mesmo os poderosos entre os povos livres da Terra-Média, como os imortais elfos (Elrond) e os magos (Gandalf),  temem inclusive tocá-lo.
O poder quase absoluto do anel corrompe o carácter e deforma a personalidade daquele que se atreve a empunhá-lo, ainda que movido por boas intenções. Quem quer que tente derrotar Sauron utilizando o anel, acabará tornando-se o próximo Senhor Sombrio.
Dada a impossibilidade de utilizar o Um Anel como arma de guerra, é imposta a tarefa de levá-lo até o Monte da Perdição, um vulcão localizado no centro de Mordor, a Terra Negra do Inimigo, onde o anel fora forjado e também o único lugar onde poderia ser destruído.
Para essa missão, de sucesso improvável, é formada a Sociedade do Anel, composta por nove companheiros: quatro hobbits (Frodo, Sam, Merry e Pippin), dois humanos (Aragorn e Boromir), um elfo (Legolas), um anão (Gimli) e um mago (Gandalf). Frodo seria o "Portador do Anel", aquele que deveria lançar o Anel nos fogos de Orodruin.
A Sociedade do Anel parte em direção ao sul. Cientes que essa rota está sendo vigiada pelo Inimigo, o grupo faz um desvio para Leste através das montanhas Hithaeglir, mas são obrigados a voltar por causa da neve e do frio. Um caminho alternativo leva-os até a temida Moria, reino subterrâneo dos anãos, onde são emboscados por um Balrog, um demônio do mundo antigo, Gandalf luta com ele e morre. Os outros companheiros escapam e chegam em segurança a Lothlórien, reino da rainha élfica Galadriel, temida por seu poder mas dotada de rara beleza e sabedoria. Nesse reino encantado, onde o tempo parece não passar, os viajantes recebem auxílio e conselhos. Após algumas semanas de descanso, a Sociedade do Anel agora liderada por Aragorn, parte de Lothlorien em direção ao Sul, navegando pelo grande rio Anduin em canoas construídas pelos elfos da Floresta Dourada. Quando param para descansar próximo às cataratas de Rauros, Boromir tem uma discussão com Frodo, e tenta roubar-lhe o Anel do Poder. Frodo foge e decide ir sozinho para Mordor, mas acaba levando Sam. Quando os outros membros da Sociedade do Anel vão em busca de Frodo, são atacados por Uruk-hai (sub-espécie de Orques, mais alta e forte) enviados por Saruman, um mago renegado que se aliou a Sauron, mas que também ambiciona o Anel do Poder.
Na luta que se segue, a Sociedade é rompida: Merry e Pippin são capturados pelos Uruk-hai, Boromir morre ao defendê-los; Aragorn, Legolas e Gimli decidem resgatar os hobbits aprisionados, além de Frodo e Sam, que partem sozinhos para o Monte da Perdição.

### As Duas Torres
Aragorn, Legolas e Gimli seguem os rastros dos hobbits capturados (Merry e Pippin) e o caminho os leva até a Floresta de Fangorn. Nela encontram o Mago Branco que inicialmente pensam ser Saruman, o traidor. No entanto, o velho enigmático revela-se Gandalf, que morreu enfrentando o Balrog e retornou da morte para cumprir sua missão na Terra-Média.
Os quatro seguem então para Rohan, Terra dos Cavalos. Sua capital Edoras fica no alto de uma colina, onde os rohirrim ergueram Meduseld, O Palácio Dourado. Nele, vive o rei Théoden, cuja mente fora envenenada por Saruman através de um agente infiltrado, o conselheiro Gríma Língua-de-cobra. Gandalf  expulsa Grima, cura  o rei de seus males, e o aconselha a enfrentar a ameaça de Saruman e partir rumo a Isengard, fortaleza de Saruman, com todos os guerreiros disponíveis.
Enquanto isso, os hobbits Merry e Pippin conseguem escapar dos uruk-hais, e fogem para o interior da Floresta de Fangorn. Lá encontram Barbárvore, um Ent, um gigante em forma de árvore, e cujas origens remontam a tempos muitíssimo mais antigos que a Terceira Era, na qual se passa essa história.
Barbárvore leva Merry e Pippin a sua casa, onde descansam enquanto os Ents são convocados para uma reunião no qual se discute, na lentíssima língua dos ents, o que fazer com o Inimigo Saruman. Os Ents decidem ir à guerra e partem rumo a Isengard. Os Ents invadem a fortaleza de Saruman, massacram os odiados orques, que haviam derrubado muitas árvores de Fangorn, e apagam as fornalhas de Isengard desviando o curso do Rio Isen. Todo o círculo de Orthanc é inundado,  ficando Saruman isolado pelas águas em sua Torre de pedra.

O Um Anel.

De volta a Rohan, o rei Theoden envia velhos, mulheres e crianças para a segurança do Templo da Colina, um refúgio nas montanhas, enquanto os cavaleiros de Rohan partem em direção a Isengard. Entretanto, são obrigados a fazer um desvio que os leva até o Abismo de Helm, um estreito desfiladeiro onde os rohirrim construíram uma fortaleza de pedra (o Forte da Trompa"). Nela, as tropas de Rohan buscam refúgio mas acabam sitiadas pelos Uruk-hai de Saruman. Após horas de batalha sangrenta, os orques são derrotados com a ajuda de outras tropas de Rohirrim,  trazidas por  Gandalf. Os Orques remanescentes fogem mas são massacrados pelos Huorns, Ents mais arvorescos, que buscam vingança pela destruição da Floresta de Fangorn.
Finda a Batalha do Abismo de Helm, o rei Theoden, Gandalf, Aragorn, Legolas e Gimli, cavalgam até Isengard. Ao chegarem lá, encontram Merry e Pippin  sãos e salvos, e surpreendem-se com os hobbits se fartando com as provisões de comida, vinho e fumo da fortaleza do Inimigo. Numa última e desesperada tentativa, Saruman procura seduzir o grupo com sua voz persuasiva, quase hipnótica, mas Gandalf anula o feitiço e ainda o expulsa da ordem dos Istari, quebrando seu bastão. Nesse momento, Gríma língua-de-cobra atira da Torre de Orthanc um Palantír, pedra vidente que é capaz de comunicar-se com outras semelhantes. Gandalf recolhe-a para posterior averiguação.
À noite no acampamento, Pippin, em sua incontrolável curiosidade, agarra o Palantír e olha para o seu interior, e numa visão, vê o próprio Sauron, mas por sorte não revela nada dos planos dos povos livres, e ainda vê uma parte dos planos do Senhor dos Anéis: seu primeiro ataque será contra a capital do Reino de Gondor, a cidade de Minas Tirith.
Gandalf parte então com Pippin para Minas Tirith a fim de alertar Gondor da guerra iminente, encerrando assim a primeira parte de As Duas Torres.
A segunda parte do livro, que fala sobre Frodo e Sam, inicia-se com a captura de Gollum. Em troca de sua liberdade, ele promete levar os dois até Mordor, onde fica o Monte da Perdição. Assim é feito.
Mas Gollum não é totalmente fiel, nem totalmente sincero. Apenas Sam é capaz de perceber suas verdadeiras intenções. Gollum é uma criatura velha e "pegajosa" que já foi parecido com um hobbit, mas que foi possuído pelo poder do Um Anel, e jamais  conseguiu libertar-se dessa atração: um lado  de sua personalidade dividida quer levar os hobbits até Mordor em segurança, mas a outra pretende matá-los e apossar-se do Anel que lhe foi roubado.
Atravessando vários lugares, os hobbits são guiados até o Portão Negro de Mordor, mas este está fechado, e os hobbits, conduzidos por Gollum, seguem outro caminho.
Ao pararem para descansar e comer, Frodo e Sam testemunham uma batalha entre Homens de Gondor e os Haradrim, aliados de Sauron. Gollum desaparece e os hobbits são capturados por uma patrulha chefiada por Faramir, irmão de Boromir. Frodo e Sam são levados até um esconderijo situado atrás de uma cachoeira onde Sam inadvertidamente revela o objetivo da missão (a destruição do anel do poder).
Frodo repreende Sam e teme que Faramir seja como seu falecido irmão e queira tomar o anel para si. Entretanto, para sua surpresa, Faramir revela grande força de caráter e nobreza de coração, e os liberta para que possam cumprir sua tarefa.
Os hobbits reiniciam sua jornada para Mordor, com Gollum como seu guia, e decidem atravessar as montanhas através de Cirith Ungol, local de má fama, considerado maldito e perigoso. Este caminho os leva até uma escada talhada em um paredão de rocha, que termina num túnel. O plano de Gollum, que se rendeu ao mal, é guiá-los através desse túnel e lá dentro entregá-los a Laracna, uma aranha gigantesca, descendente da terrível Ungoliant. O esquema de Gollum funciona em parte: Frodo é picado por Laracna, mas Sam luta desesperadamente contra o terrível aracnídeo  e acaba derrotando-o com um golpe de espada num ponto fraco de sua couraça.
Convicto da morte de Frodo, Sam decide assumir o fardo do anel e completar a missão de seu mestre. Nesse ínterim, uma patrulha de orques se aproxima, e Sam volta para evitar que o cadáver de Frodo vire carniça de orques. Sam ouve a conversa dos servos de Sauron e tem um choque ao saber que Frodo na verdade não estava morto, apenas inconsciente.As Duas Torres termina com os orques levando o adormecido Frodo para a Torre de Cirith Ungol e com o Hobbit Samwise Gamgi em desespero, que tem de escolher entre continuar a missão do Anel ou tentar salvar Frodo das garras dos orques.

### O Retorno do Rei (Brasil) - O Regresso do Rei (Portugal)
Gandalf e Pippin entram na cidade de Minas Tirith, onde se encontram com Denethor, regente do reino de Gondor. Gandalf o avisa da guerra próxima, e o regente pede a ajuda de Rohan, mas revela seu rancor por Aragorn, que, sendo descendente direto do último rei, é o herdeiro legítimo do trono de Gondor. Merry, entretanto, permanece com os rohirrim, para servir ao rei Théoden, que reúne todos os guerreiros aptos de seu reino e parte para a guerra em Minas Tirith. Junto com ele vão Aragorn, Legolas e Gimli.
Enquanto isso, Sam adentra na torre de Cirith Ungol, e resgata Frodo, que era mantido prisioneiro. Com muita sorte, ambos escapam dos muitos orques, e adentram Mordor, uma imensa terra devastada, coberta de pó, cinza e fogo, cujo próprio ar é carregado de fumaça venenosa.
Após receberem uma mensagem de Elrond, Aragorn, Legolas e Gimli deixam o exército de Rohan e viajam então para as Sendas dos Mortos. Lá Aragorn convoca um exército de almas penadas/ mortos-vivos (o livro não deixa muito claro) a cumprirem um antigo juramento de lealdade para com Isildur, o primeiro rei de Gondor e seu ancestral direto. Os mortos haviam jurado lutar ao lado de Gondor mas fugiram para as montanhas quando foram chamados à guerra. Isildur então os amaldiçoou a não terem paz, nem na vida nem na morte, até que sua promessa fosse cumprida.
Quando a guerra se abate sobre Gondor, o exército dos mortos, liderado por Aragorn, liberta um porto no grande rio Anduin, dominado pelos Haradrim (habitantes do sul da Terra-Média), o que permite o embarque de tropas aliadas que vão em auxílio de Minas Tirith, sitiada pelas Tropas de Sauron. Terminada a batalha dos Campos do Pelennor,que ainda não fora a batalha definitiva, os exércitos de Gondor e Rohan, marcham rumo ao Portão Negro de Mordor. O objetivo da arriscada manobra é atrair os exércitos remanescentes do Inimigo e esvaziar a Terra Negra, possibilitando a passagem de Frodo e Sam até o Monte da Perdição, onde o Anel do Poder poderia ser destruído.
Tudo ocorre como previsto: os exércitos de Mordor caem na armadilha. Frodo e Sam conseguem passar, todavia antes de entrarem no Monte da Perdição, encontram Gollum em seu caminho. Os hobbits se separam, Frodo adentra as Fendas da Perdição, uma câmara no vulcão que dá acesso à lava chamejante. Quando já está à beira do precipício, surpreendentemente, Frodo é dominado pelo Anel do Poder e o reivindica para sí. Nisso, Gollum intervém, ele e Frodo lutam ferozmente, até que Gollum arranca o anel das mãos de Frodo. Gollum escorrega e cai acidentalmente na lava ardente, levando consigo o Um Anel, que é destruído, assim como Sauron, cujo espírito estava vinculado ao anel, e seus servos orques, que dependiam de sua força e comando.
Aragorn, então, assume o trono de Gondor com o nome élfico Elessar, sendo coroado Rei por Gandalf, e se casa com a meia-elfa Arwen. Tem início assim a Quarta Era, a era do Domínio dos Homens. Os elfos remanescentes da Terra-Média decidem partir para Aman, morada dos deuses Valar.
Os quatro Hobbits então retornam para o Condado, tendo que enfrentar um último inimigo: Saruman que se apossou do Condado. Mas o mago acaba morto pelas mãos de Grima Língua-de-cobra, e a paz volta à terra dos hobbits.

O livro termina com a partida para as Terras Imortais (Aman) de Gandalf, Galadriel, Elrond assim como dos hobbits Frodo e seu tio Bilbo, que,  embora mortais, conquistam o direito de viver o resto de seus dias junto aos Elfos e aos Valar, como reconhecimento de sua lealdade e sacrifício durante a Guerra contra Sauron e  por terem sido portadores do Um Anel.

Edição brasileira de 1994, seguindo o padrão de publicação inglesa em três volumes
A Sociedade do Anel
As Duas Torres
O Retorno do Rei

## Criação
O Senhor dos Anéis foi iniciado como um sequência para O Hobbit, história publicada em 1937 que Tolkien tinha escrito e tinha sido lida originalmente por muitos jovens. A popularidade de O Hobbit levou seu editor a pedir por mais histórias sobre hobbits, de modo que, no mesmo ano, Tolkien, com 45 anos de idade, começou a escrever a história que se transformaria no Senhor dos Anéis. A história não seria terminada até 12 anos mais tarde, em 1949, e não foi publicado antes de 1954, quando Tolkien tinha 63 anos de idade.
Tolkien, originalmente, não pretendia escrever uma sequência para O Hobbit, e nesse tempo dedicou-se mais a histórias infantis, tais como Roverandom e Mestre Gil de Ham. Como seu trabalho principal, Tolkien esboçava a história de Arda, das Silmarils e das raças que habitavam a Terra. Tolkien morreu antes de terminar e unir este trabalho, conhecido hoje como o Silmarillion, mas seu filho Christopher Tolkien editou o trabalho do seu pai e publicou-o em 1977. Alguns biógrafos de Tolkien consideram O Silmarillion como o verdadeiro "trabalho de seu coração", fornecendo o contexto histórico e linguístico para seu trabalho mais popular e para suas línguas criadas, que ocupavam a maior parte do tempo de Tolkien. Em consequência, O Senhor dos Anéis terminou acima dos últimos movimentos do legendário de Tolkien e em sua própria opinião "muito maior, e eu espero também na proporção do melhor, do ciclo inteiro."

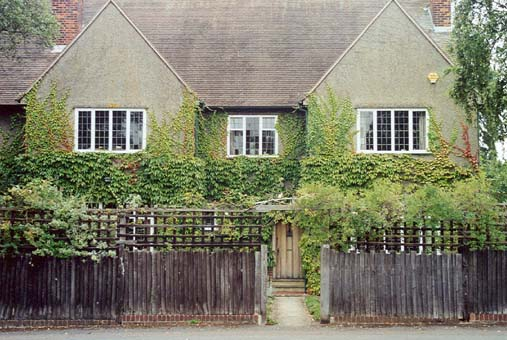
Casa de Tolkien, na Nothmoor Road 20, em Oxford. Lugar onde escreveu O Hobbit e O Senhor dos Anéis.

Persuadido por seus editores, começou "um novo Hobbit" em dezembro de 1937. Depois de diversos começos falsos, a história do Um Anel logo emergiu e o livro mudou de uma sequência do Hobbit, para mais uma sequência do ainda não publicado Silmarillion. A criação do primeiro capítulo ("Uma festa muito esperada") sucedeu bem, embora as razões por trás do desaparecimento de Bilbo, do significado do anel e do título do Senhor dos Anéis não chegassem até a primavera de 1938. Originalmente, planejou escrever uma outra história em que Bilbo tinha esgotado todo seu tesouro e procurava uma outra aventura para ganhar mais; entretanto, recordou-se do anel e seus poderes e decidiu-se escrever preferivelmente sobre ele. Começou com o Bilbo como personagem principal, mas decidiu-se que a história era demasiada séria usar um hobbit divertido e amoroso e, assim, Tolkien procurou usar um membro da família de Bilbo. Pensou sobre usar um filho de Bilbo, mas isto gerou algumas perguntas difíceis, tais como local onde encontrou sua esposa e se esta deixaria seu filho entrar em perigo. Assim, procurou um personagem alterno para carregar o anel. Nas legendas gregas, era o sobrinho do herói que ganhava o artigo de poder, e assim que o hobbit Frodo surgiu.
A escrita era lenta devido ao perfeccionismo de Tolkien e foi interrompida frequentemente, por suas obrigações como professor e por outros deveres acadêmicos.
Ele abandonou O Senhor dos Anéis durante a maior parte de 1943 e o reiniciou somente em abril de 1944. Christopher Tolkien, filho de Tolkien, e C.S. Lewis, autor de As Crônicas de Nárnia, seu grande amigo, recebiam notícias sobre a história frequentemente - para o filho, Tolkien enviava uma série de cópias dos capítulos enquanto os escrevia, quando Christopher estava servindo na África do Sul na Força Aérea Real. Já Lewis geralmente o visitava em sua casa nos finais de semana, quando discutiam sobre a obra e diversos outros assuntos. Prosseguiu outra vez em 1946, e mostrou uma cópia do manuscrito a seus editores em 1947. A história foi eficazmente terminada no ano seguinte, mas Tolkien não terminou de revisar as últimas partes do trabalho até 1949.
Uma disputa com seus editores da Allen & Unwin fez com que Tolkien oferecesse o livro à editora HapperCollins em 1950. Tolkien pretendia que o Silmarillion (com a maior parte ainda não revisada até neste momento) fosse publicado junto com O Senhor dos Anéis, mas a Allen & Unwin se recusava a fazer isto, e ainda queriam que O Senhor dos Anéis fosse dividido em três partes (três volumes lançados separadamente) para baratear os custos (uma vez que, na Inglaterra pós-Segunda Guerra Mundial o papel era bem caro). Depois que seu contato em Collins, Milton Waldman expressou a opinião de que O Senhor dos Anéis "necessitava urgentemente de uma redução", e exigiu finalmente que o livro fosse publicado em 1952. Não fizeram isso, e assim Tolkien escreveu a Allen & Unwin novamente, dizendo que "consideraria satisfatória a publicação de qualquer parte do material". Desse modo, "A Sociedade do Anel" e "As Duas Torres", respectivamente, o primeiro e o segundo volume da obra, foram publicados em 1954 e "O Retorno do Rei", o terceiro e último, (depois de revisões nos apêndices) foi publicado finalmente em 1955.

## Publicação
Na publicação, a maior parte dos custos foi devido à falta (e preço) do papel no pós-guerra, mas para manter o preço baixo da primeira edição, o livro foi dividido em três volumes: A Sociedade do Anel, publicado em 1954, As Duas Torres, publicado alguns meses depois, O Retorno do Rei e mais seis apêndices, publicado em 1955. O atraso na produção dos apêndices, dos mapas e especialmente os índices resultou que fossem publicados mais tarde do que esperado - em 29 de julho de 1954, em 11 de novembro de 1954 e em 20 de outubro de 1955, respectivamente, no Reino Unido. O Retorno do Rei foi especialmente atrasado. Tolkien inclusive não gostou muito do título de O Retorno do Rei, acreditando que era demasiado afastado da linha da história. Tinha sugerido originalmente o título A Guerra do Anel, que foi rejeitada por seus editores.
Os livros foram publicados sob um arranjo de "participação nos lucros", por meio do qual Tolkien não receberia um adiantamento ou direitos autorais até que os livros cobrissem os gastos, depois do qual teria uma parte grande dos lucros. Um índice para os três volumes, que viria no fim do último, já fora prometido à época do lançamento do primeiro volume, mas provou-se ser contraproducente compilá-lo num período razoável. Em 1966, quatro índices, não compilados por Tolkien, foram adicionados ao Retorno do Rei.

## Recepção
O Senhor dos Anéis sempre foi aclamado pela crítica, tendo elogios fervorosos, com citações de jornais da época de que " O mundo parou pra ler essa obra esplendida, e os que não leram, ainda lerão". essa obra ainda sobrevive para que possa receber as mais diversas opiniões.
O jornal Sunday Telegraph se manifestou à época do lançamento do livro dizendo que ele estava "entre os maiores trabalhos de ficção do século XX". A conclusão parecida, conquanto mais teatral, chegou o Sunday Times, afirmando que "o mundo do Inglês está dividido entre aqueles que leram O Senhor dos Anéis e O Hobbit, e aqueles que ainda vão ler".
W.H.Auden escreveu ao New York Times: "A primeira coisa que pedimos é que a aventura seja […] empolgante; sob este aspecto a inventividade do Sr. Tolkien é incansável […e] o leitor exige que pareça real […] O Sr. Tolkien tem a sorte de possuir um espantoso dom de dar nomes e um olho […] exato para descrições. […] O conto mostra no espelho a única natureza que conhecemos: a nossa própria; também nisto o Sr. Tolkien teve um êxito soberbo. O que ocorreu no Condado […] na Terceira Era […] não somente é fascinante em A.D. 1954, mas é também um alerta e uma inspiração." Sobre a capacidade de inventar nomes, O Senhor dos Anéis conta com 301 nomes de pessoas e animais, e 433 nomes de lugares.
Donald Barr falou, no New York Times também, sobre uma coisa que Tolkien muito amava: "O Sr. Tolkien é um afamado filólogo britânico, e a linguagem de sua narrativa nos recorda que um filólogo é um homem que ama a língua."
E John Gardner escreve sobre o livro, falando sobre "a rica caracterização, o brilho imagético, um senso de lugar vigorosamente imaginado e detalhado, e [a] aventura brilhante."
Mas nem tudo era elogios. Richard Jenkyns escreveu ao The New Republic que os personagens e o próprio trabalho de Tolkien são "anêmicos, e carentes de fibra".
A crítica mais ácida veio talvez de Edmund Wilson, ao The Nation: "Ficamos perplexos ao pensar por que o autor terá suposto que escrevia para adultos. […] Exceto quando é pedante e também aborrece o leitor adulto, há pouca coisa no Senhor dos Anéis acima da inteligência de uma criança de sete anos. […]A prosa e o verso estão no […] nível de amadorismo profissional. […]Os personagens falam uma língua de livro de histórias […e] não se impõe como personalidades. Ao final deste […] romance, eu ainda não tinha uma concepção do mago Gandalph [sic]. […] Esses personagens estão envolvidos em intermináveis aventuras, a pobreza de invenção demonstrada nas quais, é […] quase patética. […] Como é que esses extensos volumes de […] baboseiras provocam tais tributos […]? A resposta […] é que certas pessoas […] têm um apetite vitalício por lixo juvenil."."
Ronald Kyrmse, um dos maiores especialistas brasileiros em Tolkien e autor do livro Explicando Tolkien (e também, atual tradutor de O Senhor dos Anéis para as terras brasileiras), rebate a crítica da "língua de livro de histórias" dizendo que: "Não só Tolkien cria nomes e frases como ninguém, mas os idiomas élficos são testemunha da sua habilidade linguistica." e sobre a tal "pobreza de imaginação patética", Kyrmse afirma que "Tolkien não fez outra coisa na sua vida literária senão criar uma mitologia. […] O problema de Tolkien é que os críticos não têm com o que compará-lo, pelo menos na literatura contemporânea. Isso gera uma incompreensão que os leva a rejeitá-lo."

## Influência
O Senhor dos Anéis começou como uma exploração pessoal de Tolkien de seus interesses na Filologia, religião (particularmente Igreja Católica), Contos de fadas, assim como a Mitologia nórdica, mas também foi influenciado, de forma crucial, pelos fatos que ocorreram em seu serviço militar durante a Primeira Guerra Mundial. Tolkien criou um universo fictício completo e altamente detalhado (Eä), onde O Senhor dos Anéis se passa, e muitas partes deste mundo eram, como ele admitia livremente, influenciado por outras origens.
A série de livros de Tolkien aparenta referenciar alguns elementos do ciclo do Anel do Nibelungo; entretanto, o próprio autor negou ter se inspirado no trabalho de Richard Wagner. Algumas das similaridades se devem ao fato de ambos terem referenciado as mesmas fontes mitológicas para suas respectivas obras, incluindo a Saga dos Volsungos e o Edda em verso. Entretanto, pesquisadores sugerem que Tolkien se inspirou em algumas ideias e fontes de Wagner, como o conceito do anel dar ao seu dono o domínio sobre o universo, e a influência corrupta nas mentes de quem o possui.
Uma vez, Tolkien descreveu O Senhor dos Anéis ao seu amigo, o padre jesuíta Robert Murray, como "um trabalho fundamentalmente religioso e Católico, inconscientemente no início, mas ciente disso na revisão [do livro]." Há muitos temas teológicos subjacentes na narrativa, incluindo a luta do bem contra o mal, o triunfo do excesso de vaidade na humanidade e a atividade da Graça Divina. Além disso, o trecho do Pai Nosso "e não nos deixeis cair em tentação, mas livrai-nos do mal" esteve sempre presente na mente de Tolkien quando descreveu a luta de Frodo contra o poder de Um Anel.

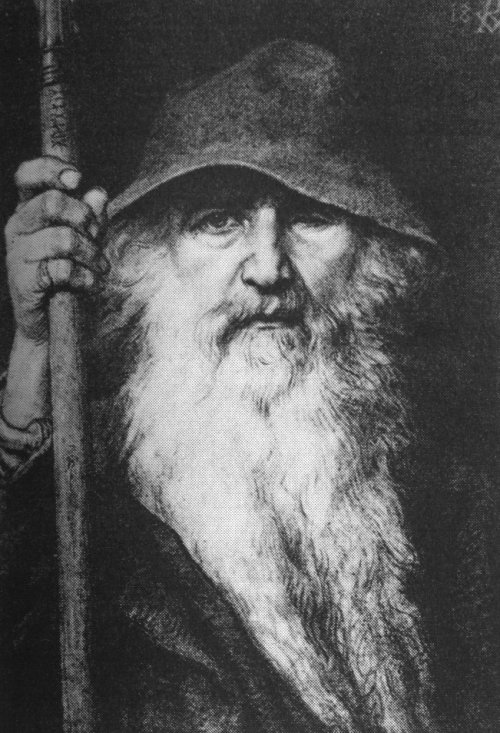
Gandalf foi influenciado por Odin, "O Viajante" da Mitologia Nórdica.

Os motivos religiosos não-cristãos também tiveram fortes influências na Terra-média de Tolkien. Os Ainur, uma raça de seres angelicais que foram responsáveis pela concepção do mundo, incluíam os Valar, que formam um panteão de "deuses" quem são responsáveis por toda a manutenção do Mundo em seus aspectos materiais e abstratos. O conceito dos Valar ecoa na mitologia grega e nórdica, embora os próprios Ainur e o mundo sejam criações de uma divindade sozinha - Ilúvatar ou Eru, "O Uno".
As mitologias do norte europeu são talvez as mais bem conhecidas influências não-Cristãs em Tolkien. Seus elfos e anãos são parecidos e muito baseados na mitologia nórdica e relacionados à mitologia germânica. Os nomes tais como "Gandalf", "Gimli" e "Terra-média" são derivados diretamente do mitologia nórdica. A figura de Gandalf é particularmente influenciada pela divindade germânica Odin em sua encarnação como "O  Viajante", um homem velho com uma longa barba branca, um chapéu de bordas largas e uma cajado; Tolkien declarou que pensava em Gandalf como um "Odin errante" em uma carta de 1946. As influências específicas incluem o poema Anglo-Saxão Beowulf.
O Senhor dos Anéis foi fortemente influenciado pelas experiências de Tolkien durante a Primeira guerra mundial, onde lutou, e pela partida de seu filho para lutar na Segunda guerra mundial.
Depois da publicação de O Senhor dos Anéis, devido à sua influência ocorreu a especulação que o Um Anel fosse um metáfora da bomba nuclear. Tolkien, entretanto, insistiu repetidas vezes que seus trabalhos não apresentavam aquele tipo de alegoria, indicando no prefácio de O Senhor dos Anéis que não havia gostado desta especulação e que a história não era alegórica. Tolkien já tinha terminado grande parte do livro, incluindo o final, antes que as primeiras bombas nucleares tivessem sido conhecidas pelo mundo, com sua explosão em Hiroshima e em Nagasaki em agosto de 1945.
Alguns locais e suas características foram inspiradas em locais da infância de Tolkien como Sarehole (então uma vila de Worcestershire, agora parte de Birmingham) e Birmingham. Tolkien sugeriu que o Condado e suas redondezas eram baseados nos campos em torno da faculdade de Stonyhurst em Lancashire, que Tolkien frequentou durante a década de 1940.

## Impacto na cultura popular
O Senhor dos Anéis: promoveu uma grande mudança na cultura popular, desde os anos 1950, quando foi publicado, mas principalmente nos anos 1960 e 70. Pode-se encontrar tal influência em exemplos como jogos de tabuleiro baseados no livro, tais como o brasileiro Inimigos da Terra-Média e em paródias como Bored of the Rings (no Brasil, O Fedor dos Anéis), o episódio de South Park, O Retorno do Senhor dos Anéis às Duas Torres, e o musical da Revista Mad nomeado O Anel e Eu. Graças ao trabalho de Peter Jackson, muita dessa influência voltou a ser sentida hoje.

### Produção editorial
Há influência de Tolkien em muitas outras obras, como a Trilogia Fronteiras do Universo, de Philip Pullman, a série de livros que recebeu um novo contingente de fãs em função de uma série de TV produzida pela HBO, As Crônicas de Gelo e Fogo de George R. R. Martin que já assumiu publicamente que é fã da obra de Tolkien .

### Música
Muitos músicos e bandas também inspiraram-se não só no Senhor dos Anéis como em outras obras de Tolkien. As letras de músicas de algumas bandas dos anos 1970 é recheada de referências à obra do autor. Led Zeppelin é provavelmente o mais famoso grupo diretamente inspirado em Tolkien, e possui quatro músicas com referências explícitas, como Misty Mountain Hop, Ramble On e The Battle of Evermore. Outras bandas dos anos 1970 inspiradas no autor são Camel, Rush e Styx.
The Beatles pode até não ter sido musicalmente influenciados, mas eles tinham a intenção de fazer um filme baseado em O Senhor dos Anéis. A ideia não saiu do papel, se é que chegou a ele. A banda alemã Improved Sound Limited, em seu segundo album, gravou a música "The Dark Lord", referência direta ao Senhor dos Anéis e Tolkien. Pink Floyd, no álbum The Piper at The Gates of Dawn, a música The Gnome tem influência da obra de Tolkien.
Além dessas bandas, o músico sueco Bo Hansson, conhecido por trabalhos instrumentais de Rock Progressivo, lançou em 1970 o álbum Sagan Om Ringen, cujas melodias são totalmente inspiradas na obra de Tolkien. O trabalho causou grande impacto e obteve um número relevante de cópias vendidas, tendo sido editado dois anos mais tarde no mercado norte americano sob o título em inglês Music Inspired by Lord of the Rings.
Mais tarde, nos anos 1980 e 90, bandas de metal encontraram lugar para Tolkien em suas músicas, muitas vezes usando a parte má da obra dele, os personagens e hostes ruins. Summoning fora a pioneira dentre as mais marcantes bandas de Black Metal/Melódico, pois além de ser completamente fiel aos padrões criados pela Mitologia Fantástica de Tolkien, foi uma das bandas mais inovadoras no sentido sonoro e ambiental. Passando o climax desde as terras imortais seguindo à Beleriand, Numenor, e em fim a Terra-Média. Mas nem só Summoning fica com o cargo em Black Metal, pois muitas bandas como Gorgoroth, Lugburz, Morgoth, também tiveram os seus nomes e algumas músicas usurpadas pelo misticismo. Battlelore também é uma banda bastante influenciada em suas faixas sonoras.
As bandas alemãs Blind Guardian, que possui entre outras referências a Tolkien, no álbum Nightfall in Middle-Earth, contando a história das Silmarils e a banda Helloween com o álbum Master of the Rings. A finlandesa Nightwish, (que possui a música Elvenpath e Wishmaster, que faz alusão a Bilbo, Gobelins e Elbereth e a Lórien) são famosas bandas de metal.
Fora do rock, muitos artistas New Age foram influenciados pelo trabalho Tolkieniano. Enya escreveu uma música chamada Lothlórien, e compôs duas músicas para o filme A Sociedade do Anel: May It Be, cantada em Inglês e em Alto-élfico e Aníron, cantada em Élfico-cinzento. Além dela outros muitos artistas encontraram na obra de Tolkien a inspiração para sua música.

### Role Playing Games (RPG)
Os primeiros jogos de interpretação de personagens (RPG) surgidos entre as décadas de 70 e 80 tiveram grande inspiração no ambiente medieval-fantástico de O Senhor dos Anéis, incorporando os elementos geográficos como suas montanhas fabulosas, florestas densas, grandes fortalezas e redes de túneis sobre a terra e também elementos étnicos, como as diferentes raças civilizadas que ambientam toda a obra, como os Elfos, Hobbits e Anões ( por estarmos falando de RPG, e não uma obra de Tolkien, o termo correto a ser usado é anões mesmo).
Esses primeiros jogos inspiraram outros mais modernos e foi longo o tempo em que RPG ficou diretamente ligado a um cenário de fantasia-medieval. Pode-se perceber no D&D, um dos mais famosos sistemas de RPG, uma clara semelhança com O Senhor dos Anéis, embora adaptada à própria realidade do jogo. Apesar de toda a difusão do RPG e da variada gama de assuntos abordados por seus jogos ainda hoje um dos mais populares jogos de RPG do mundo é primariamente ambientado em um cenário que em muitos aspectos lembra a terra criada por Tolkien.

## Adaptações do livro
O livro já foi adaptado para a rádio, o cinema, a televisão e os palcos.

### Na rádio
O livro foi adaptado para a rádio três vezes. Em 1955 e em 1956, a BBC passou O Senhor dos Anéis, uma adaptação em doze partes da história para a rádio, da qual nenhuma gravação sobrou.
Em 1979, uma dramatização da história foi transmitida nos Estados Unidos e depois colocada em fita e CD. Em 1981, a BBC transmitiu uma nova dramatização em 26 partes de meia hora.

### No cinema
As adaptações para a tela incluem uma animação em 1978, quando Ralph Bakshi produziu a primeira versão em desenho animado sobre o Senhor dos Anéis. A produção não foi um sucesso. Seguindo o enredo de A Sociedade do Anel e de As Duas Torres, devia ser dividido em duas partes. O desenho tinha muitos cortes e a qualidade da animação não era muito boa, mas serviu como uma alavanca para uma maior abrangência dos livros. Porém, mesmo e principalmente entre os fãs, nunca houve grande aceitação sobre essa animação. A outra parte, O Retorno do Rei, em 1980, foi um especial animado para a TV por Rankin-Bass, que tinha produzido uma versão similar a O Hobbit em 1977.

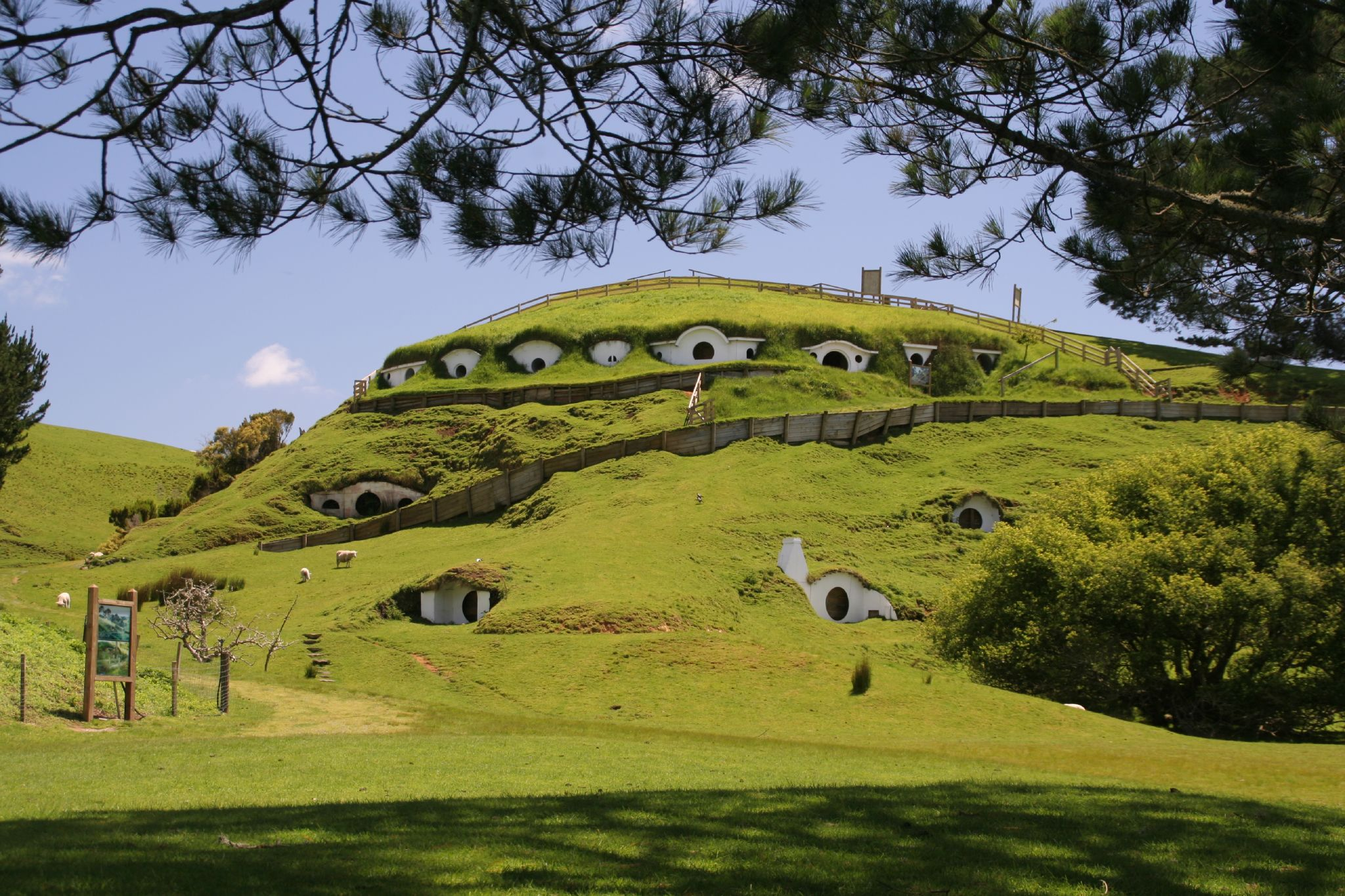
As locações do condado

Em 1999, o diretor Peter Jackson resolveu adaptar O Senhor dos Anéis para o cinema. A trilogia foi filmada simultaneamente, e está entre os recordes de bilheteria, além de ter acumulado dezessete Oscars, 4 para o primeiro, 2 para o segundo e 11 para o terceiro. A empresa que realizou os filmes chama-se WETA Workshop Ltd..
Os direitos dos filmes e do enredo estão em poder da Warner Bros. Interactive Entertainment, para fazer jogos de computador e para videogames.
Para mais informações confira:
- The Lord of the Rings: The Fellowship of the Ring (2001)
- The Lord of the Rings: The Two Towers (2002)
- The Lord of the Rings: The Return of the King (2003)

### Nos palcos
Já houve muitas produções teatrais baseadas nos livros.
Três foram apresentadas em Cincinnati, Ohio, Estados Unidos: A Sociedade do Anel
(2001), As Duas Torres (2002) e O Retorno do Rei (2003). Um musical de O Senhor dos Anéis foi apresentado em 2006 em Toronto, Ontário, Canadá.

### Na televisão
A Amazon comprou por 250 milhões de dólares os direitos das obras, tendo ganho a guerra à HBO e à Netflix. A série que a Amazon quer desenvolver para transformar a história de J.R.R. Tolkien em série de televisão tem um orçamento de 500 milhões de dólares para as duas primeiras temporadas.
Um orçamento superior ao de muitos filmes, que pode fazer com que esta produção seja a mais cara de sempre da história das séries televisivas.